# تئاتر راکوره

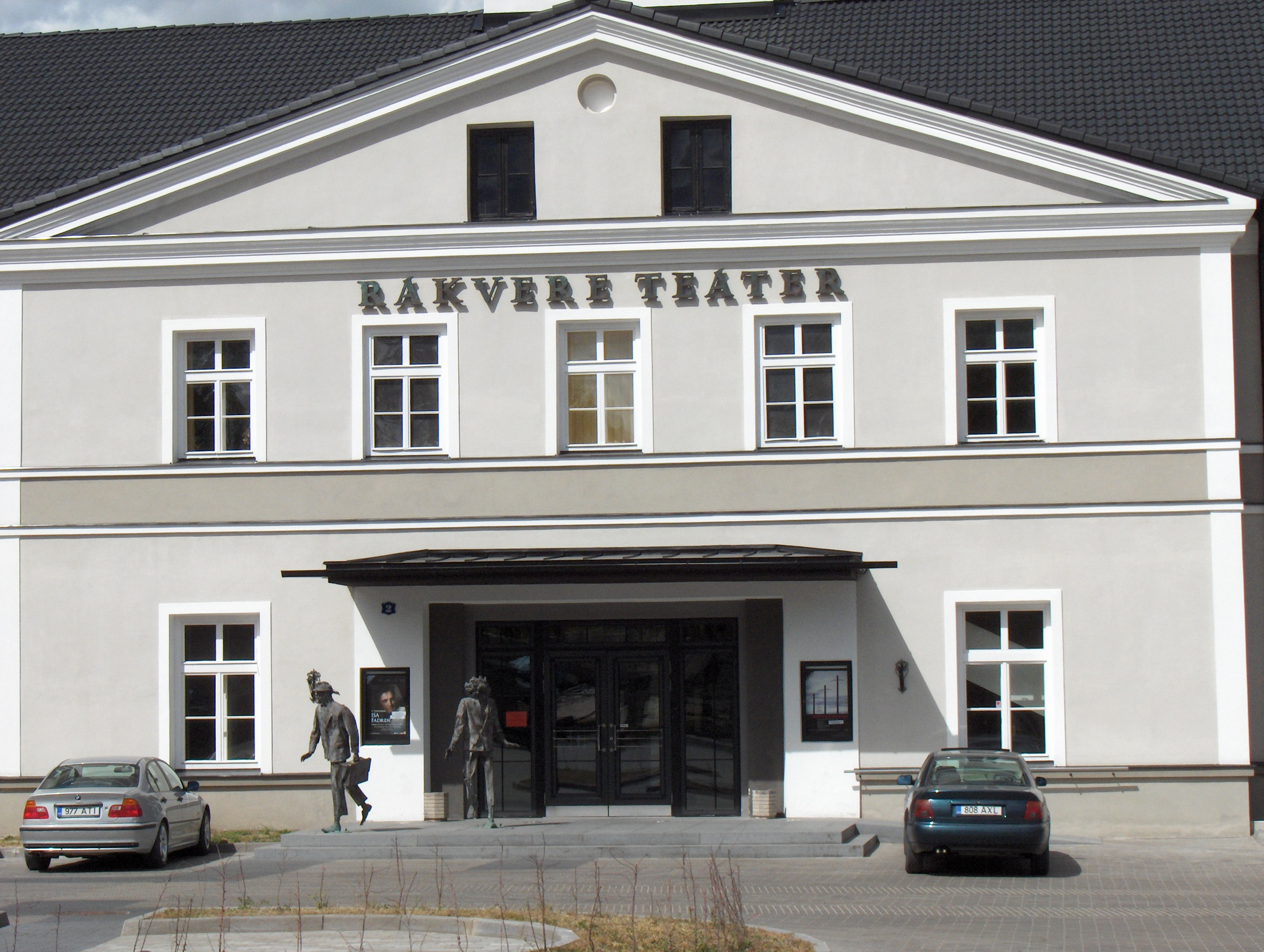
ساختمان تئاتر راکوره

تئاتر راکوره (انگلیسی: Rakvere Theatre) یک سالن نمایش در راکوره، استونی است.
این تئاتر در ۲۵ فوریه ۱۹۴۰ تاسیس شده و دارای یک سالن اصلی با ظرفیت ۴۱۱ نفر، سالن بلک‌باکس با ظرفیت ۱۰۰ نفر و یک سالن سینما تئاتر با ظرفیت ۱۴۴ نفر است.

## نگارخانه

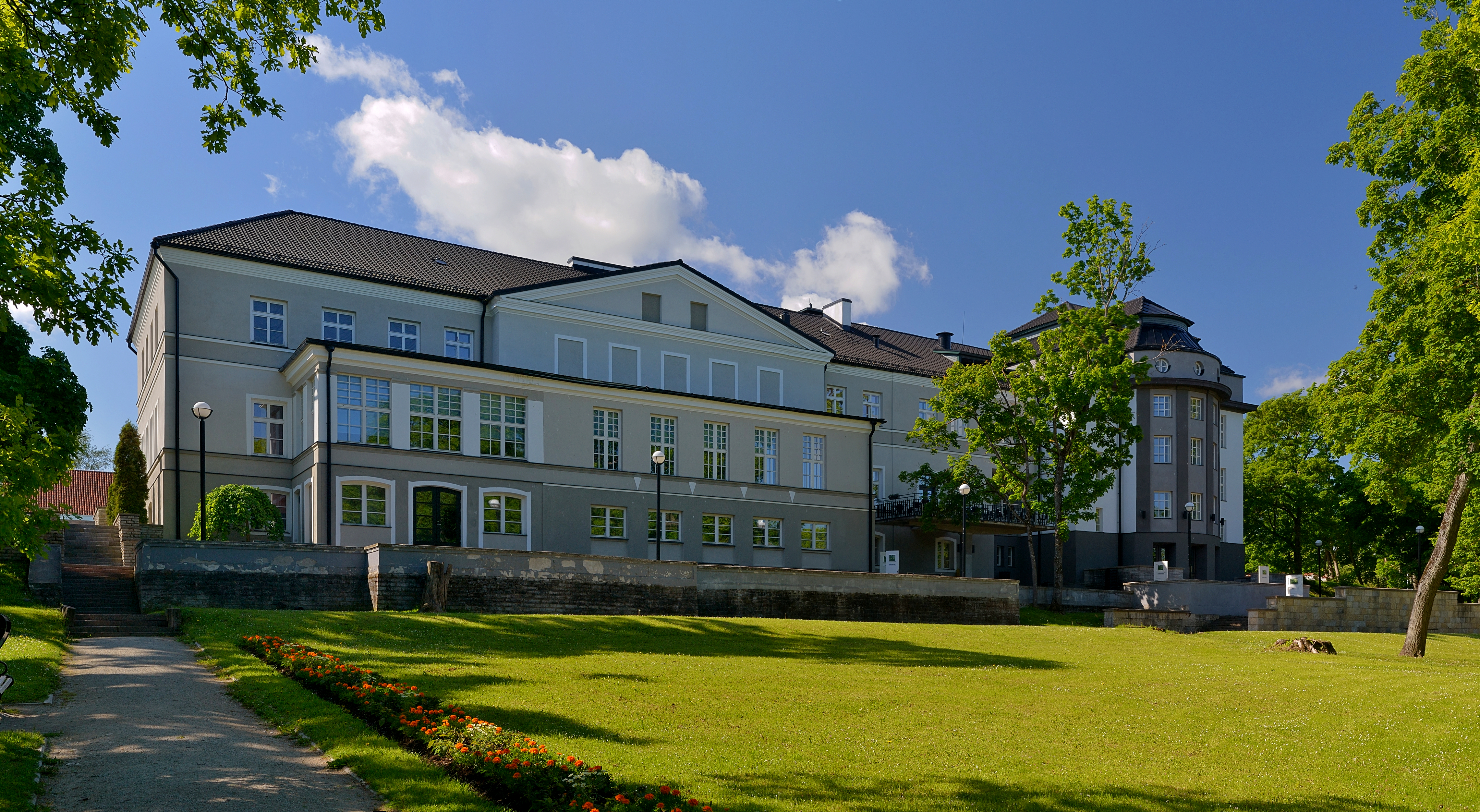
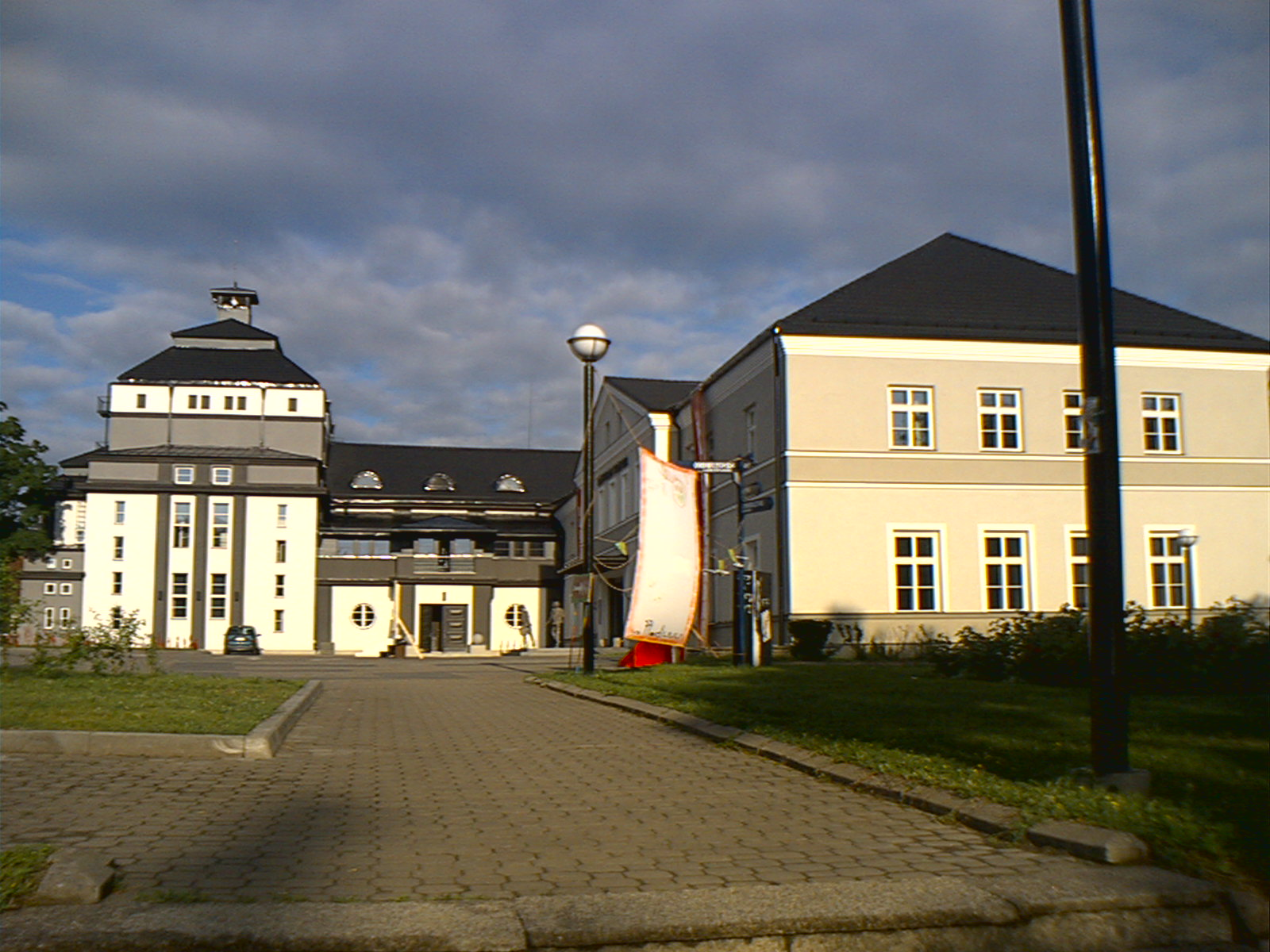
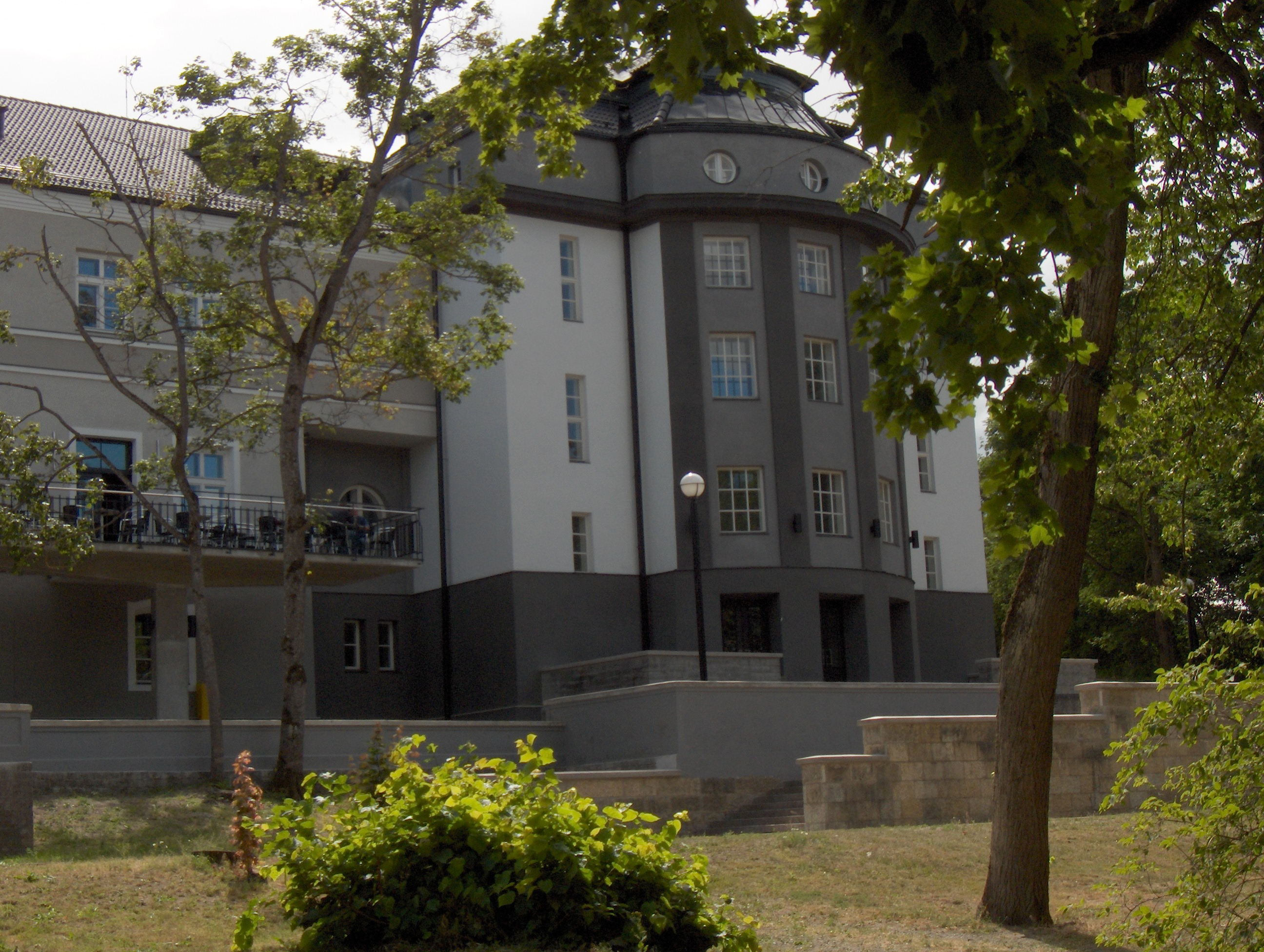
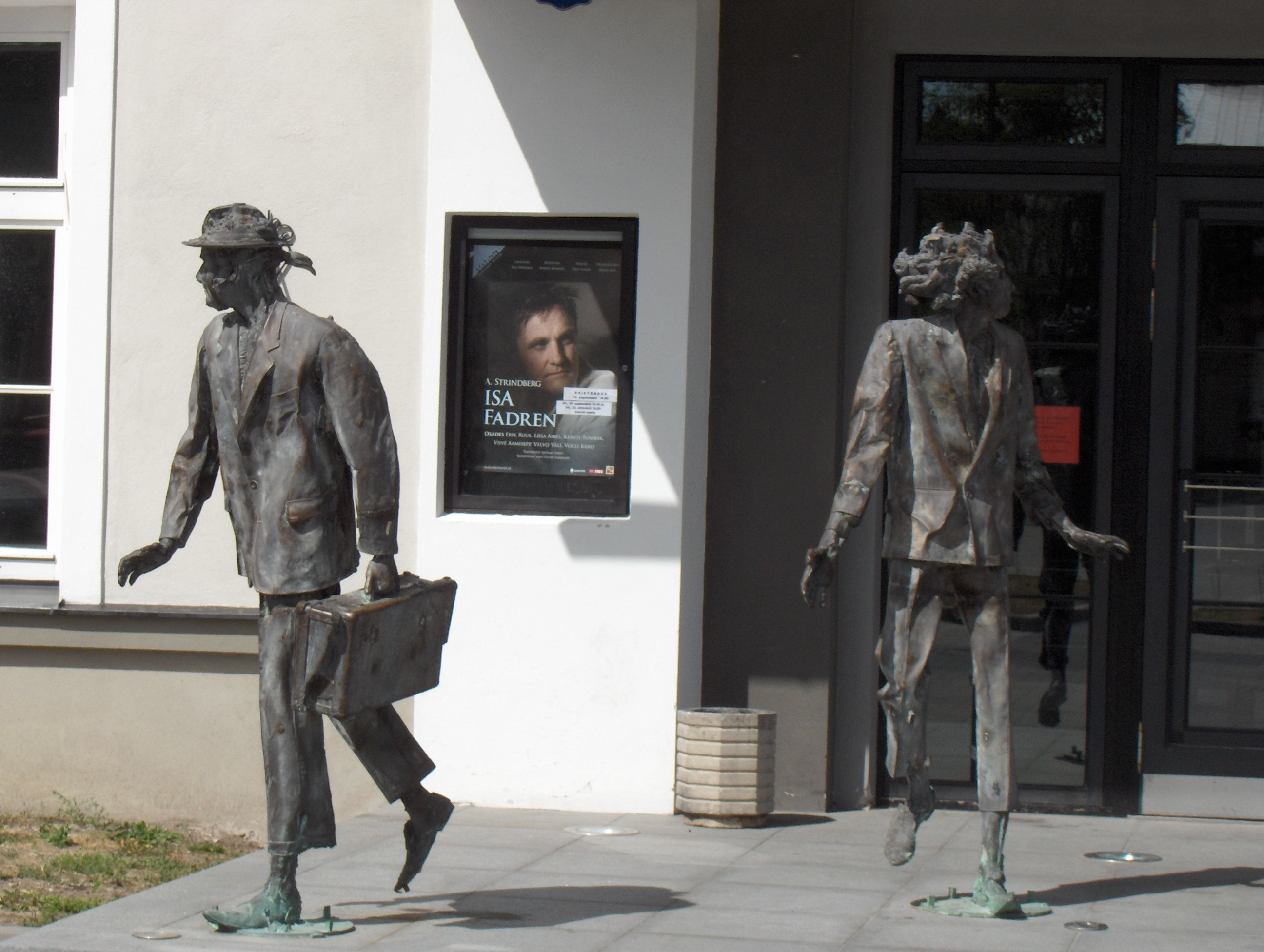
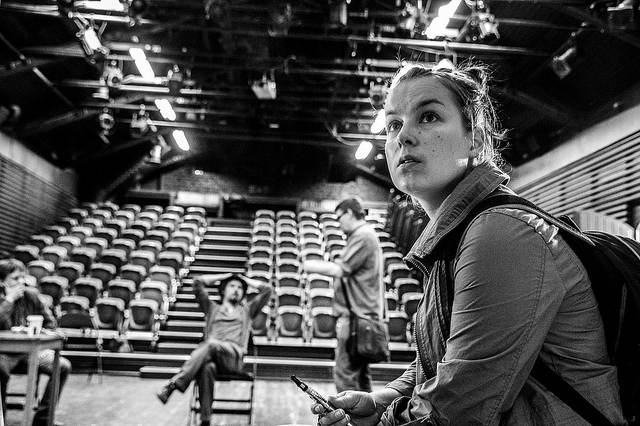